# Орден Благоприятных облаков
Орден Благоприятных облаков или орден Благодетельных облаков (кит. трад. 景雲章, пиньинь jǐngyúnzhāng, палл. цзинъюньчжан, яп. кэйунсё:) — государственная награда Великой империи Маньчжоу-го.

## История

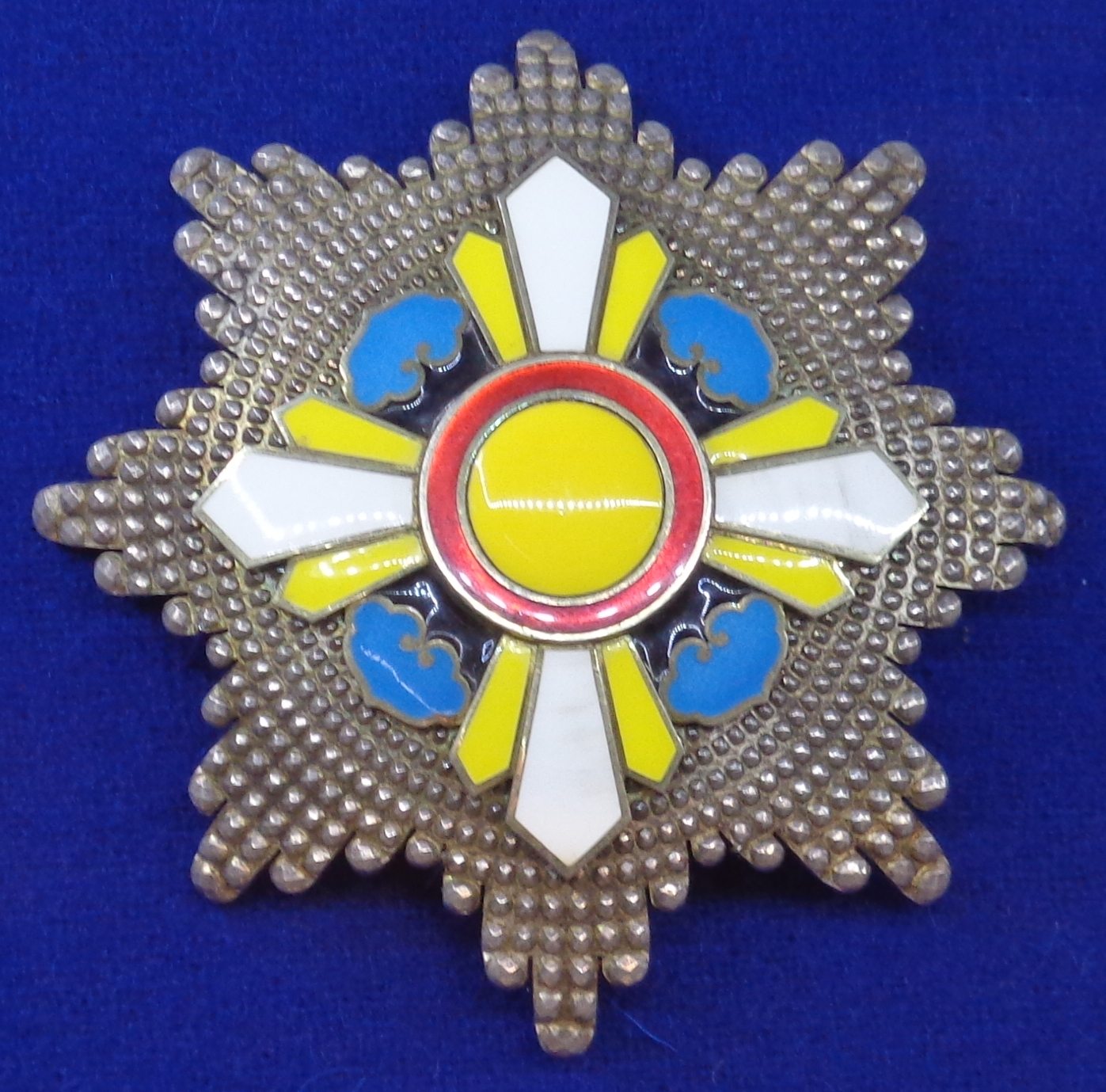
Звезда ордена

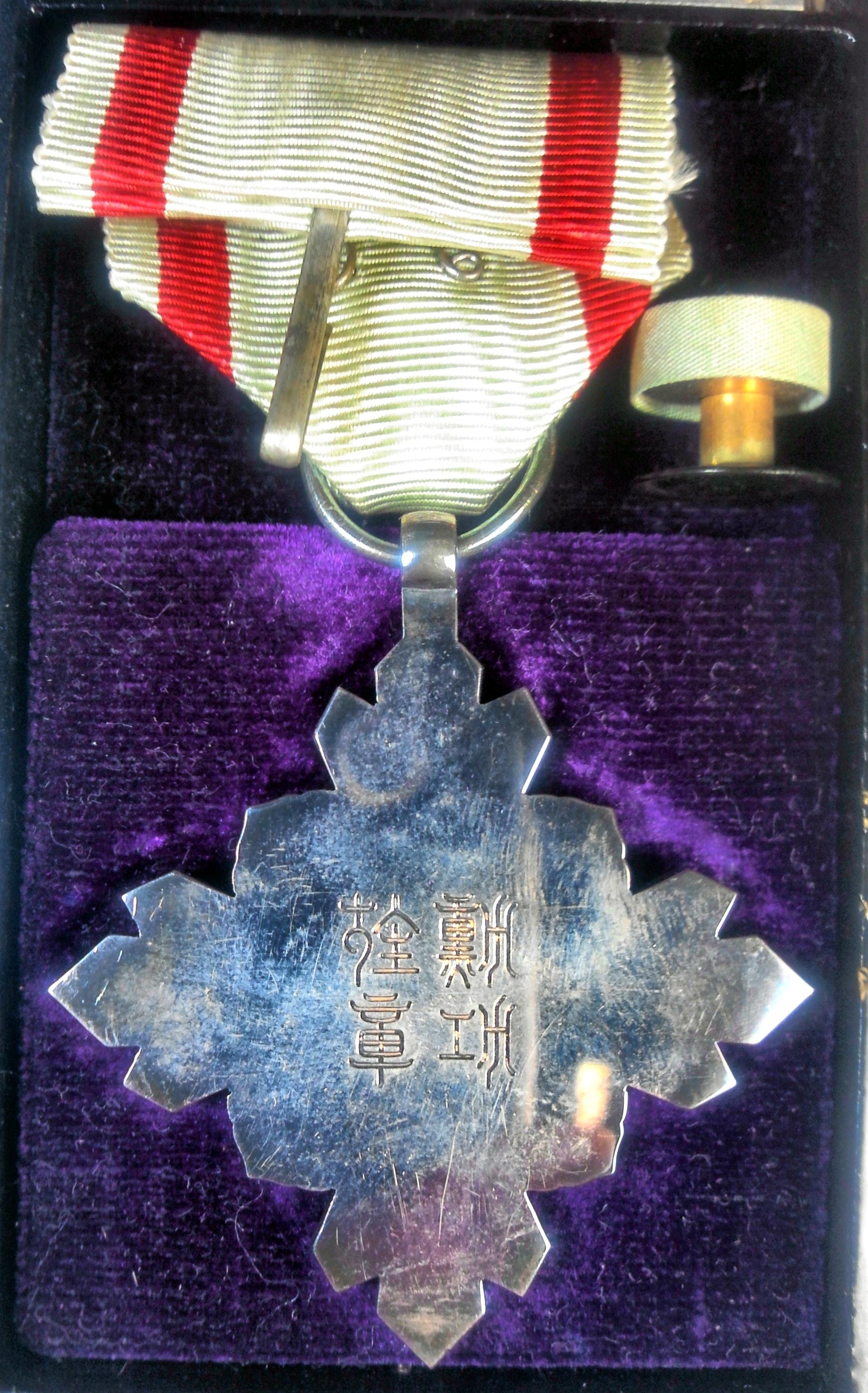
Знак ордена 8-го класса, реверс

Орден Благоприятных облаков учреждён императорским эдиктом № 1 в день провозглашения Государства Маньчжоу-го империей, 1 марта 1934 года. 19 апреля 1934 года был принят закон об орденах и знаках отличия, регулирующий вопросы наградной системы. 
Поскольку вся наградная система Маньчжоу-го являлась повторением наградной системы Японии, орден Благоприятных облаков фактически являлся эквивалентом японского ордена Восходящего солнца.
Орден Благоприятных облаков существовал в восьми классах. До учреждения в сентябре 1936 года ордена Столпов государства являлся младшим орденом в маньчжурской иерархии орденов.
Эскизы награды разработал профессор Токийского высшего технического училища Хата Сёкити. Заказы на изготовление орденских знаков размещались на монетном дворе в Осаке.
Первый заказ на изготовление знаков ордена был направлен 31 марта 1934 года. Были заказаны:
орден Благоприятных облаков 1-го класса — 25,
орден Благоприятных облаков 2-го класса — 40,
орден Благоприятных облаков 3-го класса — 25,
орден Благоприятных облаков 8-го класса — 1.
Первые награждения состоялись 9 мая 1934 года. С 1934 до 1940 года известно о вручении 54 557 знаков ордена Благоприятных облаков, в том числе: 1-го класса — 110, 2-го класса — 187, 3-го класса — 701, 4-го класса — 1820, 5-го класса — 3447, 6-го класса — 6257, 7-го класса — 8329, 8-го класса — 33 706. Большинством награждённых являлись представители японской армии и японской администрации Маньчжоу-го. 
Общее число награждений за время существования ордена не установлено. По опубликованной в одной из официальных историй японского монетного двора информации, с 1934 по 1945 год было изготовлено около 129 500 знаков всех классов.
С падением императорской власти в августе 1945 года прекратили своё существование и все награды Великой империи Маньчжоу-го.

## Знаки ордена
Знак ордена 1—5-го классов — серебряный позолоченный крест, каждое плечо которого составлено из трёх штралов, центральные из которых покрыты белой эмалью, а боковые — жёлтой. В центре расположен круглый медальон жёлтой эмали с широким ободком красной эмали. В углах креста — стилизованные изображения облаков светло-синей эмали; пространство между облаками и центральным медальоном заполнено чёрной эмалью. На оборотной стороне знака, гладкой без эмалей, изображены четыре иероглифа — «勲功位章» («награда за заслуги»). 
Знак через прямоугольную скобу на верхнем конце крепится к промежуточному звену в виде главного императорского символа — цветка орхидеи, пять лепестков которой покрыты жёлтой эмалью. На верхнем конце промежуточного звена имеется поперечное ушко с кольцом для крепления к ленте ордена.
Размеры знаков с промежуточным звеном: 1-го класса — 71×108 мм; 2-го и 3-го классов — 62×97 мм, 4—6-го классов — 48×80 мм.
Знак ордена 6-го класса — аналогичен знакам старших степеней, но промежуточное звено с кольцом — без позолоты.
Знак ордена 7—8-го класса — аналогичен знакам старших степеней, но без эмалей, без широкого ободка на центральном медальоне и без промежуточного звена. Знак 8-го класса — без позолоты. Размер — 46×46 мм.
Звезда ордена серебряная, восьмиконечная многолучевая с «алмазной» огранкой, диаметром 91 мм. На центр звезды наложен знак ордена (без промежуточного звена). На обороте звезды нанесены такие же иероглифы, что и на обороте знака. 
Лента ордена шёлковая муаровая белого цвета с бледно-голубоватым оттенком, с красными полосами вдоль краёв. Ширина ленты 1-го класса — 107 мм, ширина полос по краям — 14 мм на расстоянии 11 мм от краёв. Ширина ленты других классов — 37 мм, ширина полос по краям — 4,5 мм на расстоянии 3,5 мм от краёв. На ленту ордена 4-го класса крепится круглая розетка из такой же ленты, диаметром 22 мм.

## Правила ношения ордена
Кавалеры ордена Благоприятных облаков 1-го класса носят знак ордена на широкой ленте с розеткой через правое плечо и звезду ордена на левой стороне груди.
Кавалеры 2-го класса носят знак ордена на узкой ленте на шее и звезду ордена на левой стороне груди.
Кавалеры 3-го класса носят знак ордена на узкой ленте на шее.
Кавалеры 4—8-го классов носят знак ордена на узкой ленте на левой стороне груди.